# ハーシム・イブン・アブドマナーフ

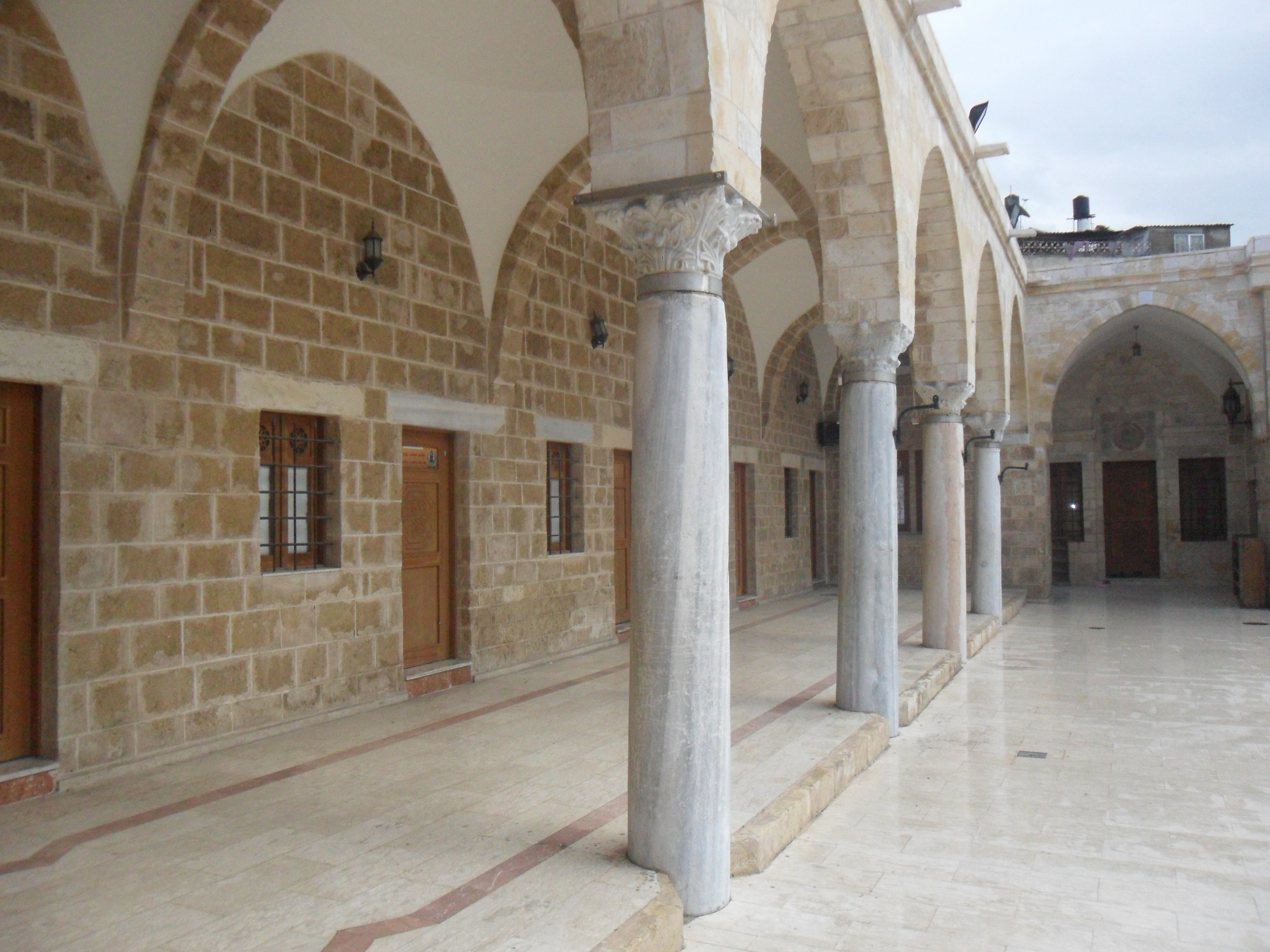
ハーシムが亡くなったガザに作られたサイイド・ハーシム・モスク。12世紀の創建。写真は19世紀オスマン帝国期の建築。

ハーシム・イブン・アブドマナーフ（Hās̲h̲im b. ʿAbd Manāf）は、預言者ムハンマドの父方の曽祖父にあたる5世紀の人物。メッカ商業の発展に貢献したと言い伝えられる。ムハンマドやアリーが属す「ハーシム家」は、ハーシムの子孫たちである。7-8世紀ごろ、イスラームの共同体の指導者の資質として血統が重視されるようになり、ウマイヤ朝打倒という政治的動機からハーシムの兄弟のアブドゥッシャムスとハーシムが対立したという伝承が作られたとみられる。

## 生涯
ハーシムの生涯に関する情報の情報源はすべて、イスラーム教徒の間で言い伝えられてきた伝承である。『イスラーム百科事典第2版』においてモンゴメリーワットが「おそらくは確固とした事実に基づいているであろう」と評価する伝承は以下のようなものになる。
ハーシムの祖父はクサイイといい、部族社会であったメッカにおいてクライシュ族が優勢になるきっかけをつくり、メッカを巡礼地とした人物である。父はアブドマナーフ・イブン・クサイイ、母はアーティカ・ビント・ムッラである。ハーシムは、かつて祖父がしていたように、巡礼者に食べ物や飲み水を提供する施設を管理していた。施設の運営費や労働力は、ハーシムがメッカの有力者から徴収していた。
ある年にメッカを飢饉が襲った。ハーシムはシリアへ行って小麦粉を持って帰り、パンを焼き、これを砕いて水に浸し、粥を作って巡礼者に配った。じつはハーシムの本名は「アムル 'Amr」といったが、彼が「ハーシム Hās̲h̲im」の名と呼ばれるようになったのは、このときに、パンを「砕いた has̲h̲ama」ことに由来する。
ハーシムはまた、巡礼者が求める水の需要に応えるため、いくつかの井戸を掘った。夏にシリアへ行き、冬にイエメンへ行く、1年でヒジャーズを往復するサイクルの隊商貿易のシステムを導入したのもハーシムとされる。ハーシムはそのような隊商貿易の途中、ガザで客死した。ハーシムがナッジャール部族の娘、サルマー・ビント・アムルとの間になした一児、シャイバ（アブドゥルムッタリブ）がヤスリブに残された。

## ムタイヤブーン
古典的なアラビア語文献には、メッカの商人がなんとかして自分たちの商売の縄張りを広げ、経済的利益を追求するために安全を確保しようとしたかを語る物語が豊富に残されている。9世紀の学者イブン・ハビーブによると、クライシュ族はメッカの商人であったが商圏はメッカだけに留まっていたが、この状況を一変させたのが、当時アムルと呼ばれていたハーシムである、という。隊商を率いてシリアへ行ったハーシムは、そこの王と親しくなり、隊商ルートにおける安全保障を取り付けたという。
クルアーン106章には「クライシュ族に与えられたイーラーフ īlāf」ということばが現れる。これは預言者ムハンマドの時代から約100年前に、ハーシムを含むアブドマナーフの4人の息子が、メッカ近隣の諸王から取り付けた安全保障のことのようである。
アブドマナーフの4人の息子、アブドゥッシャムス、ハーシム、ムッタリブ、ナウファルはまた「ムタイヤブーン」という商業同盟を組んだとされる。アブドマナーフは父クサイイが残した遺産を巡って、叔父のアブドゥッダルと争った。叔父がカアバの鍵と聖域の管理権を相続したのに対し、アブドマナーフは巡礼者に飲食を提供する施設の管理権を相続した。アブドマナーフが亡くなった後に、その権利が奪われたものの、ハーシムらがムタイヤブーンという同盟を結成して団結し、奪い返したとされる。なお、その後、アブドゥッシャムスとナウファルはムタイヤブーンから抜ける。

## アブドゥッシャムスとの対立の伝承
タバリーが伝える伝承によると、アブドゥッシャムスとハーシムは双子であり、お産のときにくっついて生まれた。アブドマナーフが剣で彼らを切り離すと血が流れ出とされ、未来に起きる殺し合いを暗示したとされる。また、ハーシムは甥のウマイヤ（アブドゥッシャムスの息子）と賭け事をして争ったと伝承される。
モンゴメリーワットによれば、ハーシムがいつしかムタイヤブーンのリーダーになったこと、その後ムタイヤブーンからアブドゥッシャムスとナウファルが抜けたことについては、何らかの歴史的事実に基づいているとみられる。しかしながら、ハーシムにまつわる伝承の中には、後世の政治的対立（ウマイヤ朝とこれを打倒しようとする勢力との間の対立）を反映して、明らかに捏造されたものも含まれるようである。8世紀にはイスラームの共同体の指導者はハーシム家の人物でなければならないと考えるムスリムが増え、アッバース朝革命の成立につながった。

## 典拠
1. 1 2 3 4 5 6 7 8 9 10 11 12 13 14 15 16  Watt, W. M. (2012), “Ḥās̲h̲im b. ʿAbd Manāf”, in P. Bearman, Encyclopaedia of Islam New Edition Online (EI-2 English)., Brill, doi:10.1163/1573-3912_islam_SIM_2784
2. 1 2 3 4 5 6 7 8 9  ḤAQ, ZIĀUL (1968). “INTER-REGIONAL AND INTERNATIONAL TRADE IN PRE-ISLAMIC ARABIA.”. Islamic Studies 7 (3):  207–232 2024年7月1日閲覧。.
3. 1 2  Rubin, Uri. “The Īlāf of Quraysh: A Study of Sūra CVI.” Arabica, vol. 31, no. 2, 1984, pp. 165–88. JSTOR, https://www.jstor.org/stable/4056779. Accessed 2 July 2024.
4. ↑  Birkeland, H. The Lord guideth, Uppsala 1956.
5. 1 2  Tarikh-i Tabari, vol. II, page 13
6. ↑  菊地, 達也『イスラーム教「異端」と「正統」の思想史』講談社〈講談社メチエ〉、2009年8月10日、152-158頁。ISBN 978-4-06-258446-3。